# 1991 en musique
| \| • Retour à la chronologie générale de la musique populaire • \| |
| XXIe siècle • XXe siècle • XIXe siècle • XVIIIe siècle XVIIe siècle • XVIe siècle • XVe siècle • XIVe siècle XIIIe siècle • XIIe siècle • XIe siècle • Xe siècle IXe siècle • VIIIe siècle • Haut Moyen Âge • Rome • Grèce |
| • Retour à la chronologie générale de la musique populaire • |

| • Retour à la chronologie générale de la musique populaire • |

| Années de la musique populaire : 1988 - 1989 - 1990 - 1991 - 1992 - 1993 - 1994    |
| Décennies de la musique populaire : 1960 - 1970 - 1980 - 1990 - 2000 - 2010 - 2020 |

Cet article présente les faits marquants de l'année 1991 en musique.

## Faits marquants

### En France
- Environ 14 millions de singles et 108 millions d'albums sont vendus en France en 1991[1].
- Premiers albums de rap français :  IAM (... De la planète Mars), Suprême NTM (Authentik) et MC Solaar (Qui sème le vent récolte le tempo).
- Premiers succès de MC Solaar (Bouge de là), Yannick Noah (Saga Africa) et Dany Brillant (Suzette).
- Michel Sardou se produit à Bercy du 18 janvier au 6 février.
- Mylène Farmer reste durant 20 semaines no 1 des ventes avec son album L'Autre… et connait un succès européen avec Désenchantée.
- Le trio Fredericks Goldman Jones se produit 6 soirs au Vélodrome Jacques-Anquetil et 5 au Zénith de Paris.
- 12 novembre : un fan de Mylène Farmer tue le réceptionniste de la maison de disques Polydor, car celui-ci refusait de lui donner l’adresse personnelle de la chanteuse.
- Décès de Serge Gainsbourg, Mort Shuman et Yves Montand.

### Dans le monde
- Premiers succès de Nirvana (Smells like teen spirit), Moby (Go), 2Pac (Brenda’s got a baby) et Boyz II Men (Motownphilly).
- Le clip de Michael Jackson, Black or White, fait découvrir le morphing au grand public.
- Décès de Vince Taylor, Miles Davis et Freddie Mercury.

## Disques sortis en 1991
- Albums sortis en 1991
- Singles sortis en 1991

## Succès de l'année en France (Singles)

### Chansons classées Numéro 1
Cette liste présente, par ordre chronologique, tous les titres s'étant classés à la première place du Top 50 durant l'année 1991.
- François Feldman : Petit Frank
- Félix Gray et Didier Barbelivien : Il faut laisser le temps au temps
- Enigma : Sadeness (Part I)
- Scorpions : Wind of Change
- Mylène Farmer : Désenchantée
- Les Inconnus : Auteuil, Neuilly, Passy
- Lagaf' : La Zoubida
- Bryan Adams : (Everything I Do) I Do It for You
- Patrick Bruel : Qui a le droit...

### Chansons francophones
Cette liste présente, par ordre alphabétique, tous les titres francophones s'étant classés parmi les 15 premières places du Top 50 durant l'année 1991.
- Anne : La petite sirène
- Benny B : Qu’est-ce qu’on fait maintenant ?
- Benny B : Dis-moi bébé
- Diane Tell : La légende de Jimmy
- Félix Gray & Didier Barbelivien : Il faut laisser le temps au temps
- Félix Gray & Didier Barbelivien : E vado via
- Francis Cabrel : Petite Marie
- François Feldman : Petit Frank
- François Feldman & Joniece Jamison : J'ai peur
- François Feldman : Magic' Boul'vard
- Frédéric François : Est-ce que tu es seule ce soir ?
- Frédéric François : Je me battrai pour elle
- Fredericks Goldman Jones : Nuit
- Fredericks Goldman Jones : À nos actes manqués
- Fredericks Goldman Jones : Né en 17 à Leidenstadt
- Jil Caplan : Tout c’qui nous sépare
- Jil Caplan : Natalie Wood
- Johnny Hallyday : Diego libre dans sa tête
- Johnny Hallyday : Ça ne change pas un homme
- Lagaf' : La Zoubida
- Les Inconnus : Auteil, Neuilly, Passy
- Les Inconnus : Rap-Tout
- Les Musclés : La musclada
- Les Musclés : Petite Maman Noël
- Mecano : Une femme avec une femme
- Mecano : Hijo de la Luna
- Mylène Farmer : Désenchantée
- Mylène Farmer & Jean-Louis Murat : Regrets
- Mylène Farmer : Je t'aime mélancolie
- Patrick Bruel : Place des grands hommes
- Patrick Bruel : Qui a le droit...
- Patrick Bruel : Décalé
- Roch Voisine : La berceuse du petit diable
- Roch Voisine : Darlin’
- Sara Mandiano : J’ai des doutes
- Serge Gainsbourg : Requiem pour un con
- Stephan Eicher : Déjeuner en paix
- Thierry Hazard : Poupée psychédélique
- Thierry Hazard : Les brouillards de Londres
- Thierry Hazard : Un jour c’est oui, un jour c’est non
- Tino Rossi : Petit papa Noël
- Yannick Noah : Saga Africa
- Zouk Machine : Sa ké cho

### Chansons non francophones
Cette liste présente, par ordre alphabétique, tous les titres non francophones s'étant classés parmi les 15 premières places du Top 50 durant l'année 1991.
- Beverley Craven : Promise Me
- Bryan Adams : (Everything I Do) I Do It for You
- Cher : The Shoop Shoop Song (It's in His Kiss)
- Chico et Roberta : Natal
- Crystal Waters : Gypsy woman (La da dee la da da)
- Dana Dawson : Romantic world
- Dana Dawson : Tell me bonita
- David Hallyday : Tears of the Earth
- David Hallyday : About you
- Dire Straits : Calling Elvis
- Elton John : Whispers
- Enigma : Sadeness (Part I)
- Enigma : Mea Culpa (Part II)
- Extreme : More Than Words
- Gregorian : So sad
- Guns N' Roses : You Could Be Mine
- Indra : Misery
- Indra : Let's Go Crazy
- Jean-Philippe Audin & Diego Modena : Song of Ocarina
- Jimmy Somerville : To Love Somebody
- John Travolta & Olivia Newton-John : The Grease Megamix
- Kaoma : Dança tago-mago
- Latino Party : Tequila
- Michael Jackson : Black or White
- New Kids on the Block : Tonight
- New Kids on the Block : Let’s try it again
- Pleasure Game : Le dormeur
- Prince : Cream
- R.E.M. : Losing my religion
- R.E.M. : Shiny happy people
- Roch Voisine : On the outside
- Rozlyne Clarke : Eddy steady go
- Scorpions : Wind of change
- Scorpions : Send me an angel
- Seal : Crazy
- Stevie B. : Because I love you
- The Rembrandts : Just the way it is, baby
- The Righteous Brothers : Unchained Melody
- U2 : The Fly
- UB40 : Homely girl
- UB40 : The way you do the things you do
- UB40 : Here I am (Come and take me)
- Vanilla Ice : Ice Ice Baby
- Whitney Houston : I'm Your Baby Tonight
- Zucchero & Paul Young : Senza una donna

## Succès de l'année en France (Albums)
Cette liste présente, par ordre alphabétique, les albums sortis en 1991 ayant obtenu une certification Platine ou Diamant en France.

### Disques de diamant (Plus d'un million de ventes)
- Dire Straits : On every street
- Jean-Philippe Audin & Diego Modena : Ocarina
- Michael Jackson : Dangerous
- Mylène Farmer : L'Autre…
- Nirvana : Nevermind
- Queen : Greatest Hits II
- Simon and Garfunkel : The definitive Simon & Garfunkel

### Doubles disques de platine (Plus de 600.000 ventes)
- Cock Robin : The best of
- Francis Cabrel : D'une ombre à l'autre
- Genesis : We can't dance
- R.E.M. : Out of time
- Stephan Eicher : Engelberg
- U2 : Achtung Baby

### Disques de platine (Plus de 300.000 ventes)
- a-ha : Headlines and deadlines
- Alain Bashung : Osez Joséphine
- Chris Isaak : Wicked game
- Dany Brillant : C'est ça qui est bon
- Étienne Daho : Paris ailleurs
- Eurythmics : Greatest hits
- Guns N' Roses : Use your illusion I
- Guns N' Roses : Use your illusion II
- Jean Ferrat : Dans la jungle ou dans le zoo
- Lenny Kravitz : Mama said
- Les Inconnus : Bouleversifiant !
- Maurane : Ami ou ennemi
- MC Solaar : Qui sème le vent récolte le tempo
- Metallica : Metallica
- Michel Polnareff : La compilation
- Patrick Bruel : Si ce soir...
- Prince : Diamonds and Pearls
- Queen : Innuendo
- Red Hot Chili Peppers : Blood sugar sex magik
- Renaud : Marchand de cailloux
- Santana : The Best of Santana
- Simply Red : Stars
- Sting : The soul cages
- Téléphone : Rappels
- Umberto Tozzi : Le mie canzoni
- William Sheller : Sheller en solitaire

## Succès internationaux de l’année
Cette liste présente, par ordre alphabétique, les trente titres et albums ayant eu le plus de succès dans les charts internationaux en 1991,.

### Singles
- Amy Grant : Baby baby
- Bryan Adams : (Everything I do) I do it for you
- Bryan Adams : Can't stop this thing we started
- C&C Music Factory : Gonna make you sweat (Everybody dance now)
- Cher : The Shoop Shoop song (It's in his kiss)
- Chris Isaak : Wicked Game
- Color Me Badd : I wanna sex you up
- Crystal Waters : Gypsy woman (La da dee la da da)
- EMF : Unbelievable
- Extreme : More than words
- Guns N' Roses : Don't cry
- Guns N' Roses : You could be mine
- Mariah Carey : Emotions
- Mariah Carey : Someday
- Marky Mark and the Funky Bunch : Good vibrations
- Metallica : Enter Sandman
- Michael Jackson : Black or White
- Paula Abdul : Rush Rush
- P.M. Dawn : Set adrift on a memory of bliss
- R.E.M. : Losing my religion
- Right Said Fred : I'm too sexy
- Rod Stewart : Rhythm of my heart
- Roxette : Joyride
- Seal : Crazy
- Stevie B. : Because I love you
- The KLF : 3 a.m. eternal
- The Scorpions : Wind of change
- The Simpsons : Do the Bartman
- U2 : The Fly
- Whitney Houston : All the man that I need

### Albums
- Bonnie Raitt : Luck of the Draw
- Bryan Adams : Waking up the neighbours
- C&C Music Factory : Gonna make you sweat
- Dire Straits : On every street
- Enigma : MCMXC a.D.
- Eurythmics : Greatest hits
- Garth Brooks : Ropin' the Wind
- Genesis : We can't dance
- Guns N' Roses : Use your illusion I
- Guns N' Roses : Use your illusion II
- Massive Attack : Blue Lines
- Metallica : Metallica
- Michael Bolton : Time, love & tenderness
- Michael Jackson : Dangerous
- Natalie Cole : Unforgettable... with Love
- Nirvana : Nevermind
- Pearl Jam : Ten
- Prince : Diamonds and Pearls
- Queen : Innuendo
- Queen : Greatest Hits II
- R.E.M. : Out of time
- Red Hot Chili Peppers : Blood sugar sex magik
- Rod Stewart : Vagabond heart
- Roxette : Joyride
- Seal : Seal
- Simply Red : Stars
- Skid Row : Slave to the Grind
- Sting : The soul cages
- Tina Turner : Simply the Best
- U2 : Achtung Baby

## Récompenses
- États-Unis : 34e cérémonie des Grammy Awards
- États-Unis : American Music Awards 1991 (en)
- États-Unis : 1991 MTV Video Music Awards (en)
- États-Unis : 1991 Billboard Music Awards (en)
- Europe : Concours Eurovision de la chanson 1991
- France : 7e cérémonie des Victoires de la musique
- Québec : 13e gala des prix Félix
- Royaume-Uni : Brit Awards 1991

## Formations et séparations de groupes
- Groupe de musique formé en 1991
- Groupe de musique séparé en 1991

## Naissances
- 12 janvier : Pixie Lott, chanteuse britannique
- 1er février : Martha Heredia, chanteuse américaine.
- 13 février : Vianney, chanteur français.
- 17 février : Ed Sheeran, chanteur britannique
- 24 février : Santa, chanteuse française.
- 2 mai : Dadju, chanteur de RnB français.
- 10 octobre : Gabriella Cilmi, chanteuse australienne
- 11 octobre : Lilian Renaud, chanteur français
- 24 décembre : Louis Tomlinson, chanteur britannique du groupe One Direction

## Décès
- 8 janvier : Steve Clark, guitariste du groupe de hard rock britannique Def Leppard (° 1960)
- 2 mars : Serge Gainsbourg, auteur-compositeur-interprète français (° 1928)
- 21 mars : Leo Fender, fondateur de la société Fender, fabricant de guitares électriques, de basses et d'amplificateurs (° 1909)
- 8 avril : Dead, chanteur du groupe Mayhem (° 1969)
- 9 mai : Ianka Diaguileva, chanteuse soviétique (° 1966)
- 6 juin : Stan Getz, saxophoniste ténor de jazz (° 1927)
- 27 août : Vince Taylor, chanteur de rock 'n' roll britannique (° 1939)
- 28 septembre : Miles Davis, trompettiste de jazz américain (° 1926)
- 2 novembre : Mort Shuman, compositeur, chanteur et acteur américain (° 1938)
- 9 novembre : Yves Montand, acteur et chanteur français (° 1921)
- 24 novembre : Eric Carr, batteur du groupe de hard rock américain Kiss (° 1950)
- 24 novembre : Freddie Mercury, chanteur et auteur-compositeur du groupe de rock britannique Queen (° 1946)
- ? : Alberto Arantes, chef d'orchestre et arrangeur brésilien (° 1939).